# Macrorhynchia savignyana
Macrorhynchia savignyana is een hydroïdpoliep uit de familie Aglaopheniidae. De poliep komt uit het geslacht Macrorhynchia. Macrorhynchia savignyana werd in 1872 voor het eerst wetenschappelijk beschreven door Kirchenpauer. 